# Урк
Урк (фр. Ourcq) је река у Француској. Дуга је 87 km. Улива се у Марну. 